# 辛兴
辛兴是德国巴伐利亚州的一个市镇。总面积19.42平方公里，总人口1937人，其中男性951人，女性986人（2011年12月31日），人口密度100人/平方公里。